# Стенсет, Хильде
Хи́льде Сте́нсет (норв. Hilde Stenseth; род. 22 марта 1968, Осло) — норвежская кёрлингистка.
В составе смешанной сборной Норвегии участник двух чемпионатов Европы (лучший результат — шестнадцатое место в 2006). В составе смешанной парной сборной Норвегии участник двух чемпионатов мира (лучший результат — двадцать второе место в 2009).
В «классическом» кёрлинге играет в основном на позиции первого.

## Достижения
- Чемпионат Норвегии по кёрлингу среди женщин: бронза (2018).
- Чемпионат Норвегии по кёрлингу среди смешанных команд: золото (2011).

## Команды
| Сезон                                               | Четвёртый           | Третий              | Второй                   | Первый              | Запасной       | Турниры              |
| --------------------------------------------------- | ------------------- | ------------------- | ------------------------ | ------------------- | -------------- | -------------------- |
| 2016—17                                             | Anne Grethe Bremnes | Anne Grethe Hewitt  | Victoria Hewitt Johansen | Jeanette Husnes Moe | Хильде Стенсет | ЧНЖ 2017 (6 место)   |
| 2017—18                                             | Anne Grethe Bremnes | Anne Grethe Hewitt  | Jeanette Husnes Moe      | Хильде Стенсет      |                | ЧНЖ 2018             |
| Кёрлинг среди смешанных команд (mixed curling)      |                     |                     |                          |                     |                |                      |
| 2006—07                                             | Оле Хауге           | Anne Grethe Bremnes | Finn Pettersen           | Хильде Стенсет      |                | ЧЕСК 2006 (16 место) |
| 2010—11                                             | Оле Хауге           | Хильде Стенсет      | Thomas Moe               | Anne Grethe Bremnes |                | ЧНСК 2011            |
| 2011—12                                             | Оле Хауге           | Хильде Стенсет      | Thomas Moe               | Anne Grethe Bremnes |                | ЧЕСК 2011 (22 место) |
| 2015—16                                             | Thomas Moe          | Хильде Стенсет      | Оле Хауге                | Anne Grethe Bremnes |                | ЧНСК 2016 (6 место)  |
| Кёрлинг среди смешанных пар (mixed doubles curling) |                     |                     |                          |                     |                |                      |
| 2008—09                                             | Хильде Стенсет      | Оле Хауге           |                          |                     |                | ЧМСП 2009 (22 место) |
| 2011—12                                             | Хильде Стенсет      | Оле Хауге           |                          |                     |                | ЧМСП 2012 (25 место) |

(скипы выделены полужирным шрифтом)